# ダニエル・ナテア
ダニエル・ナテア（Daniel Natea 1992年4月21日- ）はルーマニア出身の柔道選手。階級は100kg超級。身長203cm。体重170kg。

## 人物
2010年のヨーロッパジュニア100kg超級で5位になると、2011年の世界ジュニアでも5位だった。2014年にはグランドスラム・バクーで3位になるも、グランドスラム・チュメニでは準決勝で日本の王子谷剛志に反則負けを喫すると、3位決定戦でも同じく日本の原沢久喜に内股で敗れて5位だった。グランドスラム・アブダビでは優勝を飾るも、U23ヨーロッパ選手権では3位だった。2015年の世界選手権では3回戦でイスラエルのオル・サッソンに一本負けを喫した。2016年にはヨーロッパ選手権で3位に入った。世界ランク上位選手が集まるワールドマスターズでは、準々決勝において国際大会で7連続優勝を記録していた原沢に裏投げで一本勝ちするなどして決勝まで進むと、サッソンを合技で破って優勝を飾った。リオデジャネイロオリンピックでは2回戦でウズベキスタンのアブドゥロ・タングリエフに背負投で敗れた。2019年にはグラップリングのヨーロッパ選手権(3位)に続いて、サンボのヨーロッパ選手権(優勝)にも出場したことにより、IJFはナテアに対して2年間に渡る柔道大会の出場停止処分を科した。IJFは2015年よりカデ、ジュニア、シニアの如何を問わず、それぞれの世界ランキングに入っている全ての選手に対して、他格闘技の国際大会にIJFの許可を得ずに参加することを禁じている。1度目の違反は2ヶ月の出場停止だが、ナテアは2度目だったために2年間となった。
IJF世界ランキングは763ポイント獲得で57位(19/3/25現在)。

## 主な戦績
- 2010年 - ヨーロッパジュニア　5位
- 2011年 - 世界ジュニア　5位
- 2013年 - ヨーロッパオープン・ブカレスト　3位
- 2013年 - パンナムオープン・サンサルバドル　3位
- 2013年 - ヨーロッパオープン・グラスゴー　2位
- 2014年 - グランドスラム・バクー　3位
- 2014年 - グランプリ・ウランバートル　3位
- 2014年 - グランドスラム・チュメニ　5位
- 2014年 - グランドスラム・アブダビ　優勝
- 2014年 - U23ヨーロッパ選手権　3位
- 2015年 - ワールドマスターズ　7位
- 2016年 - ヨーロッパオープン・プラハ　優勝
- 2016年 - ヨーロッパ選手権　3位
- 2016年 - ワールドマスターズ　優勝
- 2016年 - グランプリ・ザグレブ　優勝
- 2016年 -グランドスラム・アブダビ　優勝
- 2017年 - ヨーロッパオープン・クルジュ＝ナポカ　優勝
- 2018年 -　ヨーロッパオープン・マドリード　優勝

(出典、JudoInside.com)。